# Biografielijst Lp

## Lpu
- Smbat Lpoetjan (1958), Armeens schaker